# Parque nacional de Cangandala
Parque nacional de Cangandala (en portugués: Parque Nacional da Cangandala) es el parque nacional de menor entidad situado en Angola. Está localizado cerca de Malanje, en la provincia homónima. Se sitúa entre el río Cuije y dos tributarios del Cuanza. Las ciudades de Culamagia y Techongolola se sitúan en extremos opuestos del parque.
El parque fue creado en 1963, con vistas a la protección de una población de subespecies de ungulado (la especie hippotragus niger variani), que está en peligro crítico de extinción.
También cuenta con patos salvajes, perdices y palomas, entre otros.